# 활선차
활선차란 전선의 안전과 관리를 위한 장비를 갖춘 특장차를 뜻한다. 주로 3.5톤의 화물차를 특장하지만 5톤 화물차를 특장하는 경우도 있다.

## 특징
전선의 안전과 관리를 위한 장비를 모두 갖추고 있으며 고압선으로 인해 감전될 위험성을 갖추고 있기에 차량은 철저히 전기가 안통하는 절연식으로 제작이 되고 전선이 높은 곳에 설치되기에 굴절식 크레인을 장착하고 있다. 변압기를 장착한 변압기 탑차 형식인 차량도 있으 현대 사회에 꼭 필요한 전기의 안전과 원할한 공급에 있어 반드시 필요한 차종이다. 주로 한국전기안전공사가 운영하나 일반 민간 업체 소속인 활선차도 존재한다.

## 같이 보기
- 특장차
- 전기